# ميغومي ساتو
ميغومي ساتو (بالكانا:さとう めぐみ) هي ممثلة يابانية، ولدت في 17 نوفمبر 1984 بطوكيو في اليابان.

## أعمال

### أفلام
- (2008) إل يغير العالم

## وصلات خارجية
- ميغومي ساتو على موقع IMDb (الإنجليزية)
- ميغومي ساتو على موقع قاعدة بيانات الفيلم (الإنجليزية)